# Coryphisoptron flavipes
Coryphisoptron flavipes är en tvåvingeart som beskrevs av Günther Enderlein 1911. Coryphisoptron flavipes ingår i släktet Coryphisoptron och familjen fritflugor. Inga underarter finns listade i Catalogue of Life.